# Hoor en wederhoor
Het beginsel van hoor en wederhoor is een principe uit de rechtspraak en de journalistiek dat inhoudt dat, als iemand beschuldigd wordt, er geluisterd moet worden naar wat de beschuldigde er op heeft te zeggen, voor er over hem geoordeeld wordt. Het is een van de algemene beginselen van behoorlijk proces.

## Het belang van hoor en wederhoor
Het beginsel van hoor en wederhoor is om twee redenen van belang:
1. voor de volledigheid van de waarheidsvinding, dus bij het vaststellen van de feiten;
2. voor de evenwichtigheid van de beoordeling, bij het waarderen van de feiten.

Als men informatie heeft ontvangen van één of meer getuigen of betrokkenen, lijkt de zaak misschien volstrekt duidelijk. Toch kan degene over wie iets beweerd wordt vaak dingen corrigeren of aanvullen, waardoor eventuele misverstanden uit de weg kunnen worden geholpen. Soms wordt daardoor een onverwacht licht op de zaak geworpen. In feite is het onmogelijk een compleet beeld van een zaak te vormen zonder het standpunt van alle betrokkenen gehoord te hebben.
Bovendien is informatie vaak 'gekleurd'. Een getuige kan onbewust beïnvloed zijn door vooroordelen of eigenbelang. Iemand kan ook opzettelijk de zaak in zijn eigen voordeel verdraaien. Een slachtoffer van een misdrijf kent de achtergronden van de verdachte niet. Wie slechts één kant van de zaak hoort of leest, heeft vaak niet door dat de zaak genuanceerder ligt dan het in eerste instantie lijkt. Zoals een Bijbelse spreuk zegt:

In het rechtsgeding heeft de eerste (spreker) gelijk, maar dan komt de ander en rekent hem na.

Hoor en wederhoor kan in allerlei situaties worden toegepast, bijvoorbeeld:
- journalistiek;
- rechtspraak (zowel strafrecht, civiel recht en bestuursrecht);
- tuchtrecht (van artsen, advocaten, en dergelijke);
- disciplinaire procedures binnen een organisatie, bijvoorbeeld het bestraffen van een leerling van een school;
- interne klachtenprocedures voor klachten van klanten van bedrijven of instanties;
- geschillen die aan een geschillencommissie worden voorgelegd;
- onafhankelijke onderzoeken naar oorzaken van ongelukken of naar (vermeende) misstanden;
- opvoeding, bij het corrigeren van ongewenst gedrag.

## Journalistiek
De eerste plicht van elke journalist is om de waarheid aan het licht te brengen. Daarom moet een journalist hoor en wederhoor toepassen om het publiek van degelijke en gecontroleerde informatie te voorzien. In de journalistiek is het niet de rechter die over gedragingen oordeelt, maar het algemene publiek dat een oordeel moet vellen. Daarom geldt ook voor de journalist de plicht om 'hoor en wederhoor' toe te passen.

## Rechtspraak

### Algemeen
Het beginsel van hoor en wederhoor is afkomstig uit het Romeinse procesrecht en wordt ook wel aangeduid met het begrip Audiatur et altera pars ("Men moet ook de andere partij horen") of Audi alteram partem ("Hoor de andere partij").
De toepassing van dit beginsel wordt gegarandeerd door artikel 6 van het Europees Verdrag voor de Rechten van de Mens (EVRM), in het bijzonder door lid 1 dat een ieder recht geeft op een eerlijke behandeling van zijn zaak (fair hearing).
Hierbij gaat het er om dat mensen zich over de eis of aanklacht moeten kunnen uitspreken, maar ook over alle bewijsstukken, getuigeverklaringen en dergelijke.
Als het beginsel van hoor en wederhoor wordt geschonden, is dat vaak pas achteraf vast te stellen, namelijk als blijkt dat de rechter een beslissing heeft gebaseerd op gronden waar een procespartij zich niet over heeft kunnen uitlaten. Dan kan dat een reden zijn om in hoger beroep of in cassatie te gaan.

#### Aanwezigheid ter terechtzitting
In de eerste plaats moeten degenen over wiens belangen wordt geoordeeld, aanwezig kunnen zijn bij het proces, zodat ze er hun zegje kunnen doen.
Daarom moet elke procespartij of aangeklaagde op behoorlijke wijze worden opgeroepen voor de zitting. Deze oproeping vindt gewoonlijk plaats door middel van een dagvaarding.
Blijft iemand uit vrije wil weg, dan kan het proces wel doorgaan; dat heet een verstekprocedure. Echter, dan is het belangrijk dat die persoon achteraf nog bezwaar kan maken, als zijn afwezigheid werd veroorzaakt door overmacht of als hij niet goed was ingelicht over datum en tijd van de zitting.

#### Beschikbaarheid van documenten en andere bewijsstukken
Om hoor en wederhoor te garanderen, moet alle informatie die aan de rechter wordt gegeven ook aan de andere partij worden gegeven. Immers, als de andere partij niet alle stukken heeft, kan hij ook niet over alles zijn zienswijze geven. Als iemand die partij is in een rechtszaak buiten de zitting naar de rechter stapt om iets duidelijk te maken over de zaak, zal de rechter weigeren hem daarover te woord te staan. Een advocaat weet overigens wel dat hij dat niet moet proberen.
Als een partij bepaalde documenten vertrouwelijk aan de rechter wil geven, zal de rechter dat weigeren.
Op een bepaald moment in het proces wordt de discussie gesloten. Vanaf dat moment kunnen de partijen geen bewijsstukken meer naar voren brengen, want de andere partij kan er niet meer op reageren. Als iemand op het laatste moment nog met een document op de proppen komt, beoordeelt de rechter of de andere partij wel genoeg tijd heeft om het te bestuderen en om erop te reageren. Als dat niet het geval is, wordt het document buiten beschouwen gelaten.
Op dezelfde wijze wordt geoordeeld of een partij nog een wijziging mag aanbrengen in zijn eis. Dat kan alleen, als de andere partij nog de tijd heeft zich er in te verdiepen.

#### Schouw
Als de rechter een plaats waarover discussie is met eigen ogen gaat bekijken (voor een schouw), moeten alle procespartijen daarbij aanwezig kunnen zijn, om dezelfde redenen.

### Strafrecht
Bij een strafproces kan er onderscheid worden gemaakt tussen de fase van opsporing en onderzoek en de fase van het strafproces zelf.
Tijdens het onderzoek kunnen politie en justitie bepaalde informatie zo nodig nog een tijdje achterhouden. Bijvoorbeeld, als de politie toestemming krijgt de telefoon van de verdachte af te tappen, hoeven ze hem dat uiteraard niet te vertellen.
Toch speelt het beginsel van hoor en wederhoor al een rol tijdens de opsporingsfase. De verdachte moet namelijk tijdig van de precieze aanklacht op de hoogte worden gebracht. Volgens jurisprudentie van het Europees Hof voor de Rechten van de Mens mag een verdachte niet in het ongewisse worden gelaten over de beschuldigingen die tegen hem worden ingebracht, tenminste vanaf het moment waarop de opsporingsambtenaar of rechter-commissaris contact met hem opneemt of de zaak op een andere wijze bekend raakt.
Een precaire kwestie is het gebruik van anonieme getuigen. Daarbij is de verdediging beperkt in haar mogelijkheden om de betrouwbaarheid van de getuigen na te gaan.
Bij strafzaken geldt het gebruik dat de verdachte in het proces het laatste woord krijgt.

### Civiel recht
In een civiele rechtszaak (een zaak tussen een eiser en een gedaagde) geeft de rechter steeds de ene partij de gelegenheid te reageren op de beweringen van de andere partij en omgekeerd. Als de ene partij iets beweert en de andere weerspreekt het niet, dan neemt de rechter vaak automatisch aan dat de bewering waar is.
In Nederland is het principe van hoor en wederhoor neergelegd in artikel 19 van het Wetboek van Burgerlijke Rechtsvordering:

De rechter stelt partijen over en weer in de gelegenheid hun standpunten naar voren te brengen en toe te lichten en zich uit te laten over elkaars standpunten en over alle bescheiden en andere gegevens die in de procedure ter kennis van de rechter zijn gebracht, een en ander tenzij uit de wet anders voortvloeit. Bij zijn beslissing baseert de rechter zijn oordeel, ten nadele van een der partijen, niet op bescheiden of andere gegevens waarover die partij zich niet voldoende heeft kunnen uitlaten.

Ook bij een onderzoek door een deskundige moet hoor en wederhoor worden toegepast. Dit is in Nederland weergelegd in artikel 198 lid 2 van het Wetboek van Burgerlijke Rechtsvordering. De deskundige moet bereid zijn elke partij te horen die iets wil vragen of opmerken en als een partij informatie geeft aan de deskundige moet zij die informatie ook aan de andere partij geven.

### Bestuursrecht
Als iemand in beroep gaat tegen een bestuurlijke boete, hebben we te maken met bestuursrecht, maar wat dit principe aangaat, is dat vergelijkbaar met het strafrecht.
Ook als het gaat om het verlenen van een vergunning of het weigeren daar van, bevinden we ons op het terrein van het bestuursrecht. Hier gaat het vaak om een afweging van belangen. Bijvoorbeeld als een bedrijf een milieuvergunning wil om met gevaarlijke stoffen te werken en een lokale actiegroep wil dat het bedrijf daar verdwijnt. Ook dan moet de rechter er op toezien dat elke belanghebbende in voldoende mate de kans krijgt zijn zienswijze kenbaar te maken. Als een belanghebbende die kans niet gebruikt, bijvoorbeeld door niet binnen de gestelde termijn te reageren, kan een belanghebbende echter zijn rechten verspelen.

## Tuchtrecht
Bij het tuchtrecht wordt beoordeeld of iemand de normen van zijn beroep heeft overtreden, bijvoorbeeld het beroep van arts, advocaat, accountant of psychiater. Het principe van hoor en wederhoor geldt hier op vergelijkbare wijze als in het strafrecht.
Binnen de Nederlandse Rijksoverheid is met ingang van 18 mei 2020 de Baseline Intern Persoonsgericht Onderzoek na een integriteits- of beveiligingsincident (BIPO) van toepassing. Het doel van de BIPO is het bieden van rechtszekerheid en rechtsgelijkheid voor alle betrokkenen bij een dergelijk onderzoek, waaronder het beginsel van hoor- en wederhoor.
In de sport wordt ook tuchtrecht toegepast tegen spelers die zich tijdens een wedstrijd misdragen. Op 26 juli 2006 stelde de rechtbank van Utrecht vast, dat ook in een tuchtprocedure van een sportbond de aangeklaagde speler gelegenheid moet krijgen mondeling zijn kant van de zaak naar voren te brengen, bijvoorbeeld in een hoorzitting. Het is niet genoeg als de aangeklaagde speler alleen schriftelijk verweer kan voeren. Zie de uitspraak van de Rechtbank Utrecht 26 juli 2006, 186919/HA ZA 04-2483, ECLI:NL:RBUTR:2006:AY5200 (speler van SV Geinoord tegen de KNVB)..

## Interne klachtafhandeling
Overheidsorganen moeten de burgers gelegenheid geven om zich te beklagen over de wijze waarop zij hun taken jegens die burgers hebben vervuld. Kortom burgers moeten bij de overheid kunnen aankloppen met een klacht, en die moet daar dan serieus en zorgvuldig mee omgaan. In Nederland volgt dit uit het bepaalde in de artikelen 9:10 en 9:12 van de Algemene wet bestuursrecht (Awb). De Nationale Ombudsman heeft hier niet zelden op gewezen.
Ook van particuliere bedrijven wordt verwacht dat men consumenten met een klacht over een product of dienst behoorlijk te woord staat.

## Onafhankelijke onderzoeken
Regelmatig leest men in de krant over onhankelijke onderzoekscommissies die worden ingesteld naar aanleiding van berichten over misstanden, gevaarlijke situaties, grote ongelukken of rampen. Voorbeelden daarvan zijn de onderzoeken van de Onderzoeksraad Voor Veiligheid in Nederland. Vaak moet een dergelijke commissie adviseren over maatregelen om ongelukken of problemen in de toekomst te voorkomen. Dit soort commissies hanteert als regel ook het beginsel van hoor en wederhoor, zowel om ervoor te zorgen dat de informatie volledig is, als om te vermijden dat de oorzaak van een gebeurtenis ten onrechte aan iemand wordt toegeschreven.

## Voetnoten
1. ↑  Spreuken 18:17
2. ↑  Zie ook EHRM 12 februari 1985, application no. 9024/80, ECLI:CE:ECHR:1985:0212JUD000902480 (Colozza/Italië)
3. ↑  Nederlandse jurisprudentie: HR 7 maart 1980, NJ 1980, 611, WHH. In deze zaak wilde de ene partij de rechter een medisch rapport voorleggen dat de andere partij niet zou mogen inzien.
4. ↑  Le principe du contradictoire, Franz Matscher. Gearchiveerd op 23 mei 2006. Geraadpleegd op 20 september 2006.
5. ↑  Wetboek van Burgerlijke Rechtsvordering, art. 19
6. ↑  Wetboek van Burgerlijke Rechtsvordering, art. 198
7. ↑  Zie ook EHRM 18 maart 1997, application no. 21497/93, ECLI:CE:ECHR:1997:0318JUD002149793 (Mantovanelli/Frankrijk), p. 424
8. ↑  Kamerstukken II 2019/20, 28 844, nr. 217, p. 2.. Geraadpleegd op 28-02-2021.
9. ↑  Zie bijvoorbeeld 

Koninklijke Militaire Academie (KMA), rapport 2006/013 (19 januari 2006). Gearchiveerd op 8 februari 2007. Geraadpleegd op 24 maart 2023.

## Informatiebronnen
- Le principe du contradictoire, Franz Matscher (rechter aan het Europese Hof voor de Rechten van de Mens)
- Het recht van verdediging in de rechtspraak van het Hof van Cassatie (1990-2003) (Rede uitgesproken door J. du Jardin, Procureur-generaal bij het Hof van cassatie, op de plechtige openingszitting van dit Hof op 1 september 2003)
- De goede trouw in het geding? De invloed van de goede trouw in het proces- en bewijsrecht